# Goliard

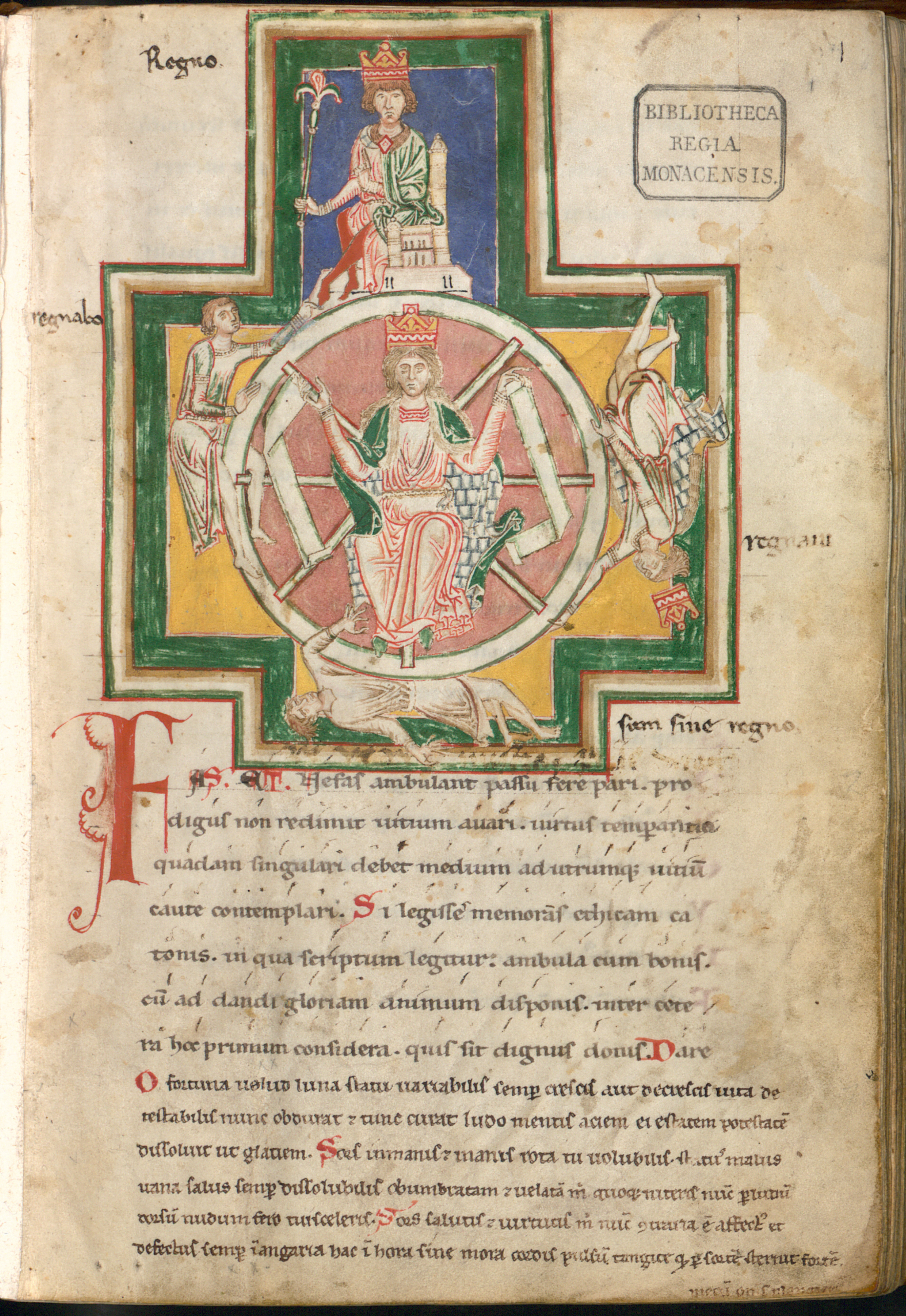
Le Carmina Burana est un recueil de chansons (chansonnier) découvert dans le Monastère de Benediktbeuern et où figurent nombre de textes attribués aux Goliards.

Les Goliards sont traditionnellement désignés comme étant des clercs itinérants (latin : clerici vagantes ou clerici vagi) des XIIe et XIIIe siècles qui écrivaient des chansons à boire et des poèmes satiriques (et parfois d’amour) en latin. Ils étaient principalement issus des écoles puis des universités de France, d’Italie, d’Angleterre et de l’Empire, et protestaient contre les contradictions grandissantes au sein de l’Église, telles que l’échec des Croisades et les abus financiers, ainsi que contre certains écarts de la royauté et de la noblesse. Ils s’exprimaient en latin à travers la chanson, la poésie et la représentation théâtrale. De nombreux poèmes de l’ensemble des Carmina Burana appartiennent à ce mouvement. Il est toutefois à noter que l'appellation « poésie goliardique » a pu être abusive, liant entre eux des textes dont la seule caractéristique commune est la période dans laquelle ils ont été composés.

## Provenance des Goliards
Il est difficile de connaître précisément qui étaient les individus nommés goliards, compte tenu du fait que la majorité des textes qui nous sont parvenus et qui sont considérés comme relatifs à la poésie des goliards sont anonymes ou affublés d'un pseudonyme (Primat, Archipoète,...) rendant inefficace toute tentative d'identification par les historiens. Le sujet, longtemps vu comme singulier et distrayant, n'a généralement, sauf quelques ouvrages, été traité qu'en marge d'autres sujets concernant les populations estudiantines à l'époque médiévale.
Les Goliards étaient vraisemblablement des étudiants majoritairement en droit[source insuffisante]. En effet, le passage de l’état de  béjaune à celui de clerc se passait au sein de la Basoche (anciennement Bazoche). Or, qui n’avait pas subi ces épreuves de béjaunage, ancêtre du bizutage moderne, n’était ni reconnu, ni estimé au sein de l’Université.
Les basochiens, comme ils se nommaient, possédaient une structure très puissante, étendue au-delà de la France, comme en témoigne encore actuellement un Ordre de la Basoche dans la ville de Liège en Belgique. Ils sont généralement reconnus comme les principaux créateurs du théâtre ainsi que de nouvelles façons de pratiquer les spectacles. Loin d’être opposés à l’Église, car c’est en jouant des scènes à caractère religieux qu’ils débutèrent sur les planches au cœur même de ces bâtiments, ils se retrouvèrent rapidement sur les parvis où ils étoffèrent bientôt leur répertoire de pièces satiriques et impertinentes. Leurs attaques ciblèrent jusqu’aux plus grands ; le Roi de France lui-même ne fut pas épargné.
Les interdits commencèrent dès lors à tomber, et ils durent se scinder. Ils créèrent la troupe de théâtre « Les Enfants sans souci », qui n'était en somme qu’une antenne de la Bazoche. Il est probable que, avant que l’idée de la troupe ne leur vînt, ils enfantassent les Goliards, ces clercs itinérants dont la réputation devint rapidement synonyme de mauvaise vie, et qu’ils s'empressassent d’ajouter à leurs statuts que nul clerc de la Bazoche ne pouvait être ni Goliard, ni marié.

## Étymologie du mot goliard
L'étymologie de ce mot est incertaine.
Jakob Grimm donne au provençal gualiar, équivalent de « tromper », la paternité de ce terme. L'hypothèse coexiste avec celle de Thomas Wright qui se fonde sur le latin gula synonyme de « goinfrerie », voire de l’expression « fort en gueule », idée qui peut lui être venue du portrait de Golias décrit par le bénédictin Giraud de Barri. La tradition littéraire ecclésiastique fait dériver ce terme du combat philosophique qui opposa Pierre Abélard, professeur en théologie renommé de l’Université de Paris, et saint Bernard de Clairvaux. Ce dernier, dans la lettre CLXXXIX adressée à Innocent II, qualifie son opposant de Goliath. L’usage de ce mot est ambigu mais il semble que l'assimilation de la figure biblique de Goliath à un adversaire de la foi et de Dieu soit attestée dès le Ve siècle et n'ait pas nécessairement un lien avec les goliards du XIIe – XIIIe siècle.
Abélard était aimé par ses étudiants et ceux-ci soutinrent sa cause en s’emparant du nom à leur profit. Le mythique évêque Golias dont ils se prétendaient issus n’était donc autre que Pierre Abélard, dressé pour faire valoir leur position d’étudiants cultivés et de gros buveurs parodiant les autorités politiques et ecclésiastiques. D'autres encore[Qui ?] soutiennent que le mot vient de gailliard, soit un « gai luron » au Moyen Âge.
Dans son ouvrage « Io Vivat – ou les étudiants de l’Université » écrit et publié à compte d'auteur par Jacques Koot en 1983, il est encore fait mention de « Golias - Roi mythique des étudiants paillards au Moyen Âge. C’est sous son évocation que l’on composait les chansons à boire ».

## Des poètes satiriques
Les satires avaient pour but de railler et de parodier l’Église ou les personnalités.
À la Saint-Rémy, par exemple, les Goliards allaient à la messe, en procession, chacun traînant sur le sol un hareng au bout d’une cordelette, le jeu étant de marcher sur le hareng de devant et d’éviter que son propre hareng ne soit piétiné.
Dans certaines régions, on célébrait la fête de l’âne, lors de laquelle un âne vêtu d’un costume loufoque était mené jusqu’au chœur de l’église où un chantre psalmodiait une chanson en louange à l’âne. Lorsqu’il marquait une pause, le public devait répondre : « Hi Han, Sire Ane, Hi Han ».
L’Université de Paris porta plainte :

« Prêtres et Clercs [...] dansent dans le chœur habillés comme des femmes [...] ils chantent des chansons légères. Ils mangent du boudin noir sur l’autel lui-même alors que le célébrant dit la messe. Ils jouent aux dés sur l’autel. Ils encensent avec de la fumée puante provenant de semelles de vieilles chaussures. Ils courent et sautent à travers l’église sans rougir de leur propre honte. Enfin, ils conduisent des chariots et des carrioles usés à travers la ville et ses théâtres et soulèvent les éclats de rire de leurs acolytes et des passants grâce à leurs représentations théâtrales infâmes remplies de gestes impudiques et de mots vulgaires et dévoyés »

La poésie des Goliards n’est pas celle d’une classe sociale, comme avait pu l'être la poésie courtoise et chevaleresque. Elle exprime plutôt la condition difficile de jeunes gens issus de milieux divers et qui, malgré leurs études, n’ont pu trouver une place dans la société. C’est pourquoi leurs chants évoquent la misère de la condition humaine et de ceux qui, après avoir été éclairés par les études, en comprennent tout l’aspect tragique. « C'est la première rencontre d’un affranchissement social et de la culture scolaire. Il nous en vient un lyrisme des joies pathétiques du compagnonnage dans la misère humaine ». Les Goliards détournaient des ouvrages sacrés, notamment des textes de la messe catholique romaine et des cantiques latins, les transformant en sujets profanes et satiriques. Le jargon de la philosophie scolastique apparaissait aussi fréquemment dans leurs poèmes, soit à des fins satiriques, soit parce que ces concepts faisaient partie du vocabulaire couramment utilisé par les écrivains de l’époque. Leurs satires étaient presque uniformément dirigées contre les grands personnages et l’Église, allant jusqu’à attaquer le Pape lui-même. Les Goliards formaient un mouvement de protestation important dans la critique contre les abus commis, non par l’État ou l’Église, mais par certains de leurs opportunistes représentants. À cet égard, la critique de l’avidité des clercs et de la cour romaine représente un thème essentiel de leur poésie.
Un autre thème des Goliards est la célébration de l'amour et de la fête. L'importance de la jeunesse, du printemps, de profiter de l'instant et des occasions est un thème récurrent. Sous cet angle, le recueil des Carmina Burana est un éloquent témoignage de cette verve poétique.
Les Goliards durent affronter les foudres de l’Église. En 1227, le concile de Trèves leur interdit de prendre part aux offices. En 1229, les Goliards participèrent à l’agitation qui secoua l’Université de Paris à la suite des manigances du légat papal. Ils furent l’objet de nombreux conciles, notamment en 1289, où fut décrété que « les clercs ne doivent être ni des jongleurs, ni des goliards, ni des bouffons » ; et en 1300, au concile de Cologne, où il leur fut interdit de prêcher ou de s’engager dans le commerce des indulgences. Les Goliards furent souvent totalement privés des « privilèges du clergé ».
Il faut cependant se méfier de cette assimilation entre le terme goliard et la poésie goliardique qui est principalement une appellation anachronique datant du XIXe siècle. En effet, de récentes recherches autour de la législation canonique ont conduit à montrer que le terme goliardus a changé de définition entre le XIIe siècle et le XIIIe siècle, passant d'un clerc lié au monde scolaire à un clerc dont les trop faibles revenus poussent à une vie de vagabonds et de jongleurs, comportements proscrits par l'Eglise. De plus, la poignée d'auteurs de poésie goliardique connus ne correspondent pas tout à fait à des clercs mis à la marge de la société.

## Influence

### Dans les lettres
La poésie goliardique a eu une réelle influence dans la littérature. En effet, elle s'écrivait le plus souvent en vers latins suivant une prosodie plus naturelle basée sur les accents toniques, et contribua à libérer la poésie latine du carcan de la prosodie grecque. Ce mouvement littéraire permit l’émergence d’une nouvelle forme de versification sacrée en latin, comme le Dies iræ de Thomas de Celano ou le Pange Lingua de Thomas d'Aquin qui adoptent les formes latines poétiques que les Goliards avaient contribué à développer. Le XIIe siècle voit également se développer l'abandon de l'ancienne poésie métrique latine - fondée sur les mètres des mots- au profit de la poésie rythmique - fondée sur le rythme et le nombre de syllabes par vers- et rimée.
On discerne dans la poésie de François Villon une forte influence de la tradition goliardique.
Le mot « goliard » perdit ses connotations cléricales en passant dans la littérature française et anglaise du XIVe siècle avec le sens de jongleur ou de ménestrel itinérant. C’est ainsi qu’il faut l’entendre dans Pierre le laboureur et chez Chaucer.

### Chez les étudiants italiens
Depuis 1888 existent en Italie des sociétés festives et carnavalesques traditionnelles étudiantes répondant au nom d’ordres goliardiques et se réclamant de l’héritage des Goliards.

## Principaux Goliards
- Huon ou Hugues d’Orléans, dit Primat
- L'Archipoète de Cologne (en)
- Gautier de Châtillon
- Hildebert de Lavardin
- Philippe le Chancelier
- Pierre de Blois
- Rutebeuf